# David Dastmalchian
David Dastmalchian, né le 21 juillet 1975 à Allentown, en Pennsylvanie, est un acteur, scénariste et producteur américain.

## Biographie
David Dastmalchian est un acteur américain d'origine iranienne, française et britannique,.

### Jeunesse
David Dastmalchian est né le 21 juillet 1975 à Allentown, Pennsylvanie, il est le fils de Priscilla et Hossein Dastmalchian. Son père était un ingénieur irano-américain qui travaillait dans la société d'ingénierie Black & Veatch. Il a deux sœurs et un frère. Ses parents ont divorcé, ce qu'il a décrit comme « tumultueux », et tous deux se sont remariés. Il a grandi à Overland Park, Kansas, où il a fréquenté le Shawnee Mission South High School, faisant partie du club de théâtre. Il a décrit avoir grandi dans la région métropolitaine de Kansas City comme « très traditionnel dans un sens, et une communauté conservatrice qui avait également une tribu radicale, marginale, artistique et progressiste de personnes qui trouvaient la connectivité à travers les arts et la culture de KC et les banlieues environnantes ».
Dans son enfance, Dastmalchian a développé le vitiligo, pour lequel il a été ridiculisé par ses pairs. Par conséquent, il a souffert de dépression tout au long de son enfance. En grandissant, il aimait le football, le théâtre et la bande dessinée. Il tondait les pelouses, économisant de l'argent pour acheter des bandes dessinées. Il a étudié à l'école de théâtre de l'Université DePaul et a obtenu son diplôme en 1999. Avant de commencer sa carrière d'acteur, il a fait face à une dépendance à l'héroïne pendant cinq ans. Il a écrit sur ses expériences dans son scénario, Animaux, et continue de plaider en faveur de programmes de traitement de la santé mentale et de la toxicomanie. Peu de temps après être devenu sobre, il a travaillé dans un restaurant de fruits de mer à Kansas City. Il a aussi été, brièvement, pêcheur en Alaska.

### Carrière
David Dastmalchian a commencé sa carrière professionnelle au milieu des années 2000 à Chicago, travaillant sur scène et dans des publicités. Il a été acclamé pour ses rôles principaux dans La Ménagerie de verre (The Glass Menagerie), une pièce de Tennessee Williams et Buried Child de Sam Shepard au Shattered Globe Theatre de Chicago. Il a été impliqué dans un certain nombre de compagnies de théâtre de Chicago et a été associé artistique au Caffeine Theatre.
Ses débuts au cinéma ont eu lieu à la fin des années 2000, en tant qu'homme de main dérangé du Joker, Thomas Schiff, dans The Dark Knight : Le Chevalier noir de Christopher Nolan. Son interprétation de Bob Taylor dans Prisoners de Denis Villeneuve a reçu de bonnes critiques. Richard Corliss du Time a qualifié la performance de Dastmalchian d'« excellente – bavarde, modeste avec une subtile psychopathie révélatrice » et Paul MacInnes du Guardian a comparé son introduction en tant que nouveau suspect à l'entrée de Kevin Spacey dans Seven.
En mars 2014, Dastmalchian a reçu le prix spécial du jury pour le courage de la narration au festival du film South by Southwest. Il a écrit et joué dans le long métrage Animals (en), réalisé par Collin Schiffli. Ashley Moreno de The Austin Chronicle attribue au scénario de Dastmalchian le mérite de « présenter une authenticité souvent absente des films sur la toxicomanie ». Brian Tallerico de Film Threat chante de la même manière les louanges de la performance en petits groupes de Dastmalchian, notant sa capacité à « capturer ce sentiment de dégoût de soi qui transparaît dans le langage corporel d'un toxicomane sans le survendre ».
En 2017, il retrouve Denis Villeneuve lors de son apparition dans Blade Runner 2049. L'année suivante, il reprend le rôle de Kurt dans la suite d'Ant-Man, Ant-Man et la Guêpe. En 2021, il est apparu en tant que Polka-Dot Man dans The Suicide Squad, un personnage avec qui il a dit s'être connecté sur le plan personnel en raison de l'intimidation dans l'enfance qu'il a subie à la suite de son vitiligo,. Plus tard cette même année, il est apparu dans son troisième film de Denis Villeneuve quand il a dépeint Piter De Vries dans Dune.
David Dastmalchian est également auteur de bandes dessinées. Il a lancé sa série de bandes dessinées d'horreur Count Crowley en 2019 publiée par Dark Horse Comics.

### Vie privée
David Dastmalchian a épousé l'artiste Evelyn « Eve » Leigh le 23 août 2013. Ils vivent à Los Angeles avec leurs deux enfants Arlo et Pennie.

## Filmographie

### Théâtre
- 1999 - 2000 : To Live As Variously As Possible adaptation de Jay Paul Skelton : Larry Rivers
- 2005 : Salomé d'Oscar Wilde : Jeune soldat
- 2007 : Bach at Leipzig d'Itamar Moses (en) : Johann Martin Steindorff et Georg Lenck
- 2007 : Othello de William Shakespeare : Montano
- 2007 : Soudain l'été dernier de Tennessee Williams : George Holly
- 2008 : Comme il vous plaira de William Shakespeare : Le Beau
- 2008 : La Ménagerie de verre de Tennessee Williams : Tom Wingfield
- 2009 : Buried Child (en) de Sam Shepard : Vince
- 2010 : Hamlet, Prince of Puddles de Angela Berliner (basé sur Hamlet de William Shakespeare) : Claudius

### En tant qu'acteur

#### Cinéma
- 2008 : The Dark Knight : Le Chevalier noir de Christopher Nolan : Thomas Schiff
- 2009 : Les Cavaliers de l'Apocalypse de Jonas Åkerlund : Terrence
- 2011 : Virgin Alexander de Charlotte Barrett et Sean Fallon : Hank
- 2012 : Sushi Girl de Kern Saxton : Nelson
- 2012 : Brutal de Kamal Ahmed (en) : Antonio Scarafini
- 2013 : Cass de Hugh Schulze : Joshua Whitmore
- 2013 : Saving Lincoln (en) de Salvador Litvak (en) : le maire Eckert
- 2013 : The Employer (en) de Frank Merle : James Harris
- 2013 : Prisoners de Denis Villeneuve : Bob Taylor
- 2014 : Animals (en) de Collin Schiffli (en) : Jude
- 2014 : Angry Video Game Nerd: The Movie de Kevin Finn et James Rolfe : Sergent L.J. Ng
- 2015 : Chronic de Michel Franco : Bernard
- 2015 : Ant-Man de Peyton Reed : Kurt
- 2015 : Malware de Albert Arizza : Alex
- 2016 : Under pyramiden de Axel Petersén : Yonas Al Masri
- 2016 : The Belko Experiment de Greg McLean : Alonso « Lonny » Crane
- 2017 : Blade Runner 2049 de Denis Villeneuve : Coco
- 2018 : Ant-Man et la Guêpe de Peyton Reed : Kurt
- 2018 : The Domestics de Mike P. Nelson : Willy Cunningham
- 2018 : A Million Little Pieces de Sam Taylor-Johnson : Roy
- 2018 : Bird Box de Susanne Bier : le maraudeur sifflant
- 2018 : All Creatures Here Below (en) de Collin Schiffli (en) : Gensan
- 2018 : Relaxer de Joel Potrykus (en) : Cam
- 2019 : Jay et Bob contre-attaquent… encore de Kevin Smith : un officier du SWAT
- 2019 : Madness in the Method (en) de Jason Mewes : Le témoin
- 2019 : Teacher de Adam Dick : James Lewis
- 2021 : Batman: The Long Halloween de Chris Palmer : Julian Day / Calendar Man et Oswald Cobblepot / le Pingouin (animation)
- 2021 : The Suicide Squad de James Gunn : Abner Krill / Polka-Dot Man
- 2021 : Dune de Denis Villeneuve : Piter de Vries
- 2021 : Can’t Stop the Dawn de Marianna Palka : Alex Pajari
- 2022 : Weird: The Al Yankovic Story de Eric Appel (en) : John Deacon
- 2023 : Le Croque-mitaine de Rob Savage (en) : Lester Billings
- 2023 : Ant-Man et la Guêpe : Quantumania de Peyton Reed : Veb (voix) / Kurt (scènes coupées)
- 2023 : L'Étrangleur de Boston de Matt Ruskin : Albert DeSalvo
- 2023 : Oppenheimer de Christopher Nolan : William L. Borden
- 2023 : Late Night with the Devil de Cameron Cairnes et Colin Cairnes : Jack Delroy
- 2023 : Batman: The Doom That Came to Gotham : Grendon (animation)
- 2023 : Le Dernier Voyage du Demeter d'André Øvredal : Wojchek
- 2024 : The Life of Chuck de Mike Flanagan : Josh
- 2024 : L'I.A. du mal (AfrAId) de Chris Weitz
- En production[Quand ?] : Girls Will Be Girls 2012 de Richard Day : Toby Speed

#### Courts-métrages
- 2008 : Arc of a Bird : Joshua
- 2009 : Head Case : Mombi / Head
- 2009 : Credits : David
- 2010 : Last Seen Wearing : David Porter
- 2010 : Band : Alan Smithee / Marty
- 2011 : Double Black : Breck
- 2011 : Keen : Brett
- 2011 : Gateway : Allen
- 2012 : Say When : Damon
- 2012 : Love Is an Elevator : Nick
- 2012 : The Cross : Stan
- 2012 : The Assassination of Chicago's Mayor : Patrick Prendergast
- 2013 : Heavy : Dave
- 2013 : After Thought : Brandon
- 2014 : Tweet Me in NY : Swann
- 2015 : A Killer of Men : Denham
- 2016 : A Quiet Kind of Love : Dave
- 2016 : Be Good : Gil
- 2018 : Galaktikon: Nightmare : Triton
- 2018 : Making Love : écrivain
- 2019 : Eureka! : fan de Tom et Jerry
- 2020 : Lacrimosa : cadavre masculin

#### Télévision
- 2000 : Demain à la une : Patron #1 (non-crédité - saison 4, épisode 21)
- 2008 : Urgences : un jeune homme (saison 15, épisode 7)
- 2012 : Singled Out (téléfilm) : Luke
- 2012 : The League : employé de la morgue (saison 4, épisode 5)
- 2013 : Ray Donovan : le professeur d'anglais (saison 1, épisode 4)
- 2014 : Sketchy (saison, épisode 16)
- 2014 : Almost Human : Simon (épisode 7)
- 2014 : Les Experts : Lee Crosby (saison 14, épisode 16)
- 2014 : Intruders : Oz Turner (épisode 1)
- 2015 : Les Experts : Cyber : Logan Reeves (saison 1, épisode 13)
- 2016 - 2017 : MacGyver : Murdoc
- 2016 : 12 Monkeys : Kyle Slade
- 2017 : Gotham : Dwight Pollard (saison 3, épisodes 12 et 13)
- 2017 - 2021 : Flash : Abra Kadabra (saison 3, épisode 18 ; saison 7, épisode 4)
- 2017 : Twin Peaks: The Return : Pit Boss Warrick (parties 4, 5 et 10)
- 2019 : Reprisal : Johnson
- 2019 : Neurotica : fan de Tom et Jerry (saison 1, épisode 1)
- 2020 - 2021 : From Now : professeur Boris Chernov
- 2021 : What If...? : Kurt (animation - épisode 5)
- 2021 : Bill Burr Presents Immoral Compass : Matthew (épisode 10)
- 2022 : Upgrade Soul (podcast) : Kenton
- 2023 : Miracle Workers : Ugulus Sleeze (saison 4, épisode 4)
- 2024 : The Rookie : Le Flic de Los Angeles : Ray Watkins (saison 6, épisodes 5 et 6)
- 2025 : Murderbot : Gurathin
- 2025 : Dexter: Resurrection : Gareth

### En tant que scénariste
- 2011 : Keen (court-métrage)
- 2013 : Elias the Ant (court-métrage)
- 2014 : Animals (en)
- 2018 : All Creatures Here Below (en)
- 2018 : Hide Your Eyes

### En tant que producteur
- 2011 : Keen (court-métrage)
- 2014 : Animals (en)
- 2023 : Late Night with the Devil

#### Clip vidéo
- 2012 : Constant Conversations (en) de Passion Pit
- 2015 : Everyone's Summer of '95 d'Iron & Wine
- 2018 : Catch It de Iceage (avec sa fille)
- 2018 : Dark Speed de Failure
- 2018 : Triton de Brendon Small (en)
- 2019 : Steve Jobs de Xia Xia Technique
- 2020 : Obsession de Puddles Pity Party (en)
- 2020 : Sword and Shield de Ken Andrews (en)

## Comics
- Count Crowley : Reluctant Midnight Monster Hunter (4 épisodes)
- Count Crowley: Amateur Midnight Monster Hunter (4 épisodes)
- Criminal Macabre/Count Crowley: From the Pit They Came (avec Steve Niles)

## Distinctions

### Nominations
- Midwest Independent Film Festival :
  - 2014 : Meilleur scénario dans un drame pour Animals (en)

### Récompenses
- HollyShorts Film Festival (en) :
  - 2011 : Meilleur acteur dans un court-métrage dramatique pour Double Black
- New York International Independent Film & Video Festival :
  - 2011 : Meilleur scénariste dans un court-métrage dramatique pour Keen
  - 2011 : Meilleur acteur dans un court-métrage dramatique pour Keen
- Filmstock International Film Festival :
  - 2012 : Meilleur acteur dans un court-métrage dramatique pour The Assassination of Chicago's Mayor
- Midwest Independent Film Festival (en) :
  - 2014 : Meilleur acteur dans un drame pour Animals (en)
  - 2014 : Lauréat du Prix du Jury du meilleur acteur dans un drame pour Animals
  - 2014 : Lauréat du Prix du Jury du meilleur film pour Animals partagé avec Collin Schiffli (en) et Mary Pat Bentel (en)
- SXSW Film Festival :
  - 2014 : Lauréat du Prix du Jury du meilleur film pour Animals (en)
- Virginia Film Festival :
  - 2014 : Lauréat du Prix du Choix de la Programmation du meilleur film pour Animals (en) partagé avec Collin Schiffli (en)
- Arpa International Film Festival (en) :
  - 2015 : Meilleure révélation masculine de l'année
- Flagler Film Festival :
  - 2016 : Meilleur acteur dans un drame pour Animals (en)
  - 2016 : Meilleur film pour Animals partagé avec Collin Schiffli (en) et Mary Pat Bentel (en)
- Downtown Film Festival Los Angeles :
  - 2018 : Meilleur film pour All Creatures Here Below (en) partagé avec Collin Schiffli (en)
  - 2018 : Meilleur acteur dans un drame romantique pour All Creatures Here Below (en)

## Voix francophones
En version française, Sébastien Desjours est la voix régulière de David Dastmalchian, l'ayant notamment doublé dans les films du MCU, The Belko Experiment, Twin Peaks, Blade Runner 2049 ou encore The Suicide Squad. En parallèle, Damien Ferrette l'a doublé également à deux reprises dans 12 Monkeys et MacGyver.
À titre exceptionnel, Emmanuel Karsen le double dans The Dark Knight : Le Chevalier noir, tout comme Grégory Laisné dans L'Employeur, François Bergeron dans Jay et Bob contre-attaquent… encore, Vincent de Boüard dans Dune et Donald Reignoux dans Ant-Man et la Guêpe : Quantumania.